# Musée des Beaux-Arts de Mirande
Le musée des Beaux-Arts et des Arts décoratifs de Mirande est un musée situé à Mirande (Gers) exposant des peintures des écoles française, italienne et hollandaise, ainsi que des collections de céramiques et de faïences du Sud-Ouest de la France.

## Histoire

### Joseph Delort (1789-1842)
Le musée est fondé sur la collection personnelle de Joseph Delort, né le 17 novembre 1789 d’une vieille famille mirandaise. Homme de lettres, il publie divers ouvrages à sujets historiques, comme Agnès Sorel (1824) ou L’Homme au masque de fer (1825). À Paris, il occupe diverses fonctions à la division des sciences, belles-lettres et arts du Ministère de l'intérieur. Peintre lui-même (il a semble-t-il été élève de David, sans toutefois poursuivre une carrière) et doté de solides connaissances en art, il se constitue tout au long de sa vie une collection de peintures. Sans descendance, par un testament olographe en 1832 il lègue ses collections à sa ville natale. Il meurt à Paris le 9 décembre 1842. (informations en cours de vérification)

### Création du musée
À Mirande, les toiles de Joseph Delort restent dans les combles de l’hôtel de ville jusqu’en 1879. Le légataire aurait souhaité qu’elles fussent installées à l’Hospice, mais ces locaux s’avèrent insuffisants. Enfin le musée est officiellement créé dans l’ancienne chapelle désaffectée des Clarisses. Le local est en très mauvais état, humide, mal éclairé, les murs salpêtrés.
Il faut pourtant attendre la fin de la Première Guerre mondiale pour que la municipalité de M. Meilhan décide de transférer le musée dans un nouvel immeuble appartenant à la ville. Le maire successeur, Paul Noulens, consacre tous ses efforts à améliorer cette galerie qui n’est pas exempte de défauts. Par la suite, des donations viennent enrichir les collections : M. de Graaf offre plusieurs œuvres de l’école hollandaise ; M. Passerieu lègue une importante collection de faïences, des toiles, gravures et dessins ; Me Justin Maumus, avocat, offre trois toiles ; Me Souriguère, notaire, offre dix-sept toiles de diverses écoles. Il faut ajouter une série d’aquarelles du Mirandais Adrien Pérez illustrant des épisodes de l’histoire locale, et les dépôts de l’État de plusieurs toiles de l’École française de la fin du XIXe siècle, ainsi que des œuvres du lieutenant Cazes de Lannepax, mort au champ d’honneur durant la Grande Guerre.
En 1983, le musée est transféré à son emplacement actuel, 13, rue de l’Évêché, avec l’Office de tourisme.
Une curiosité historique : la canne de Toussaint Louverture a été donnée au musée par la famille de Noé, de L'Isle-de-Noé, commune voisine de Mirande. Toussaint Louverture, né esclave dans une propriété de la famille sur l’île de Saint-Domingue, devenu cocher, étonna par son intelligence et fut affranchi par Louis-Pantaléon de Noé.

## Collections
Pendant longtemps le musée de Mirande a été qualifié de « Musée des petits maîtres », connotation quelque peu péjorative car il expose tout de même des artistes majeurs et des œuvres de grande qualité qui en font un des meilleurs, si ce n’est des « grands », musées de peinture.

### Peintures
Le noyau de la collection Delort consistait en portraits des XVIIe et XVIIIe siècles.
Pour l’École française, œuvres de Largillière, Pierre Mignard, Hyacinthe Rigaud, Chardin, Philippe de Champaigne. Puis des toiles de Jacques-Louis David et Vien. De Philippe-Jacques de Loutherbourg, un Homme attaqué par un serpent (1776).
L’École italienne est représentée par l’Albane, Federico Barocci, Le Corrège, Le Pérugin, une très belle esquisse de Tiepolo.
L’École espagnole est illustrée par deux portraits d’enfants de Vélasquez et une Vierge de Murillo.
Les Écoles flamande et hollandaise sont aussi largement représentées par des peintures de petits formats, de Jean-Joseph Ansiaux, Zychen[Qui ?], Van der Neer[Lequel ?], Jacob van Ruisdael.
Un portrait de Mlle de Charolais en habit de Cordelier, par Pierre Gobert, acheté par Delort « en morceaux » au château de Mornay, qui avait fait en son temps l’objet d’un quatrain de Voltaire :
Frère Ange de Charolois,
Dis-nous par quelle aventure
Le cordon de saint François
Sert à Vénus de ceinture.

### Faïences
Une galerie dédiée présente des poteries campaniennes et gallo-romaines, des faïences du Sud-Ouest, mais aussi de Nevers, Moustiers, Marseille, Creil, Samadet, porcelaines du Vieux-Paris.